# Médaille Henry-Laurence-Gantt
La médaille Henry Laurence Gantt est une récompense industrielle établie en 1929 par l'American Management Association et la section management de l'American Society of Mechanical Engineers elle est décernée pour des « travaux notables au service du management et de la communauté » (« distinguished achievement in management and service to the community ») et fut créée en l'honneur de Henry Laurence Gantt. 

## Liste des lauréats
Liste non exhaustive
- 1929, Henry Laurence Gantt (à titre posthume)[4]
- 1930, Fred J. Miller[5],[6],[4],
- 1931, Leon Pratt Alford[7]
- 1932, Henry S. Dennison
- 1933, Henry Wallace Clark[4]
- 1934, Horace B. Cheney[4]
- 1935, Arthur Howland Young[4]
- 1936, Morris Evans Leeds (1869-1952)[4]
- 1940, William Loren Batt[8],[4]
- 1941, Paul Eugene Holden[4]
- 1943, Dexter S. Kimball[9],[4]
- 1944, Frank Bunker Gilbreth Sr. (à titre posthume) et Lillian Moller Gilbreth[10],[4]
- 1945, John Milton Hancock[4]
- 1946, Paul G. Hoffman[4]
- 1947, Alvin E. Dodd[4]
- 1948, Harold Fowler McCormick[4]
- 1949, Arthur Clinton Spurr[4]
- 1950, Charles R. Hook, Sr.[4]
- 1951, Thomas Roy Jones[4]
- 1952, Frank Henry Neely (1884-1979)[11],[12]
- 1953, Thomas E. Millsop[4]
- 1954, Clarence Francis[13]
- 1955, Walker Lee Cisler[4]
- 1956, Henning Webb Prentis Jr.[4]
- 1957, Harold F. Smiddy[4]
- 1958, Richard Redwood Deupree[14],[4]
- 1959, Peter F. Drucker[15]
- 1960, Charles McCormick[16]
- 1961, Lyndall Urwick[17]
- 1962, Austin J. Tobin[18]
- 1963, Lawrence A. Appley[18],[19],[4]
- 1964, Harold Bright Maynard[20],[4]
- 1965, Ralph J. Cordiner[4]
- 1968, J. Erik Jonsson[4]
- 1969, Dave Packard[4]
- 1970, Frederick R. Kappel[4]
- 1971, Donald C. Burnham[4]
- 1972, Robert Elton Brooker[4]
- 1973, John T. Connor[4]
- 1974, Willard Rockwell[4]
- 1975, Patrick E. Haggerty[4]
- 1976, Kenneth R. Daniel[4],[21]
- 1982, Charles Luckman[22]
- 1983, Walter A. Fallon[23]
- 1984, Rawleigh Warner, Jr.
- 1987. Edmund T. Pratt Jr.[24]
- 1988, William S. Lee[25]
- 1996. George Hatsopoulos[26],[27]
- 2000, Paul Soros
- 2001, Roy Huffington
- 2002, Alexander W. Dreyfoos
- 2003, William Timken, Jr
- 2004, Julie Spicer England
- 2006, Charla K. Wise